# Круподеринцы (Винницкая область)
Круподеринцы (укр. Круподеринці) — село в Погребищенском районе Винницкой области Украины.
Код КОАТУУ — 0523484002. Население по переписи 2001 года составляет 433 человека. Почтовый индекс — 22203. Телефонный код — 4346.
Занимает площадь 0,193 км².

## Адрес местного совета
22260, Винницкая область, Погребищенский р-н, с. Павловка, ул. Первомайская, 22, тел. 2-86-46.

## История
В 1835 году граф Ржевуский продал село врачу С. Я. Плятцеру. Тогда село насчитывало 60 дворов, в которых проживало 676 жителей.
Считается, что в начале 1890-х годов поместье купил граф Николай Павлович Игнатьев, однако правнук Н. П. Игнатьева, Майкл, свидетельствует, что когда его прадед приехал в имение в начале 1879 года после отставки от дипломатической службы, там

…был лишь небольшой украинский дом, выбеленный известью, в три этажа, с тремя флигелями, построенный Николаем Игнатьевым ещё в шестидесятые годы<…> неподалёку от усадьбы стояла церковь, крошечная кирпичная копия Святой Софии…
— Они строили Россию. Игнатьевы // Альманах «Другие берега». — 2008. — № 23. — С. 144—145. — ISSN 0869-4354.
Кроме того, ещё в письме к жене от 28 мая 1877 года, Н. П. Игнатьев писал:

Устраивай Круподерницы, чтобы сделать пребывание для всех приятным…
— Хевролина В. М. [militera.lib.ru/db/ignatyev_np/01.html Н. П. Игнатьев и его «Походные письма 1877 года».]
В 1895 году по проекту А. Н. Померанцева здесь была построена кирпичная церковь-усыпальница; в 1896 году — четырехэтажная мельница на реке Рось.
В церкви в 1908 году был похоронен Н. П. Игнатьев; в 1914 году — его дочь, Екатерина, погибшая в первую мировую войну, 17 ноября 1914 года; в 1917 году — его жена, Екатерина Леонидовна. В глубине церковного двора был возведён памятный крест на массивной каменной глыбе, по сторонам которой — четыре старинных корабельных якоря — памятник пятому сыну четы Игнатьевых, лейтенанту броненосца «Александр III» Владимиру Игнатьеву, его двоюродному брату Алексею Зурову — капитану 2-го ранга крейсера «Светлана» и другим морякам, погибшим в Цусимском сражении, установленный матерью и вдовой лейтенанта к 10-летию битвы.
После октябрьской революции 1917 года Игнатьевы, в основном (кто смог), эмигрировали, а в имении разместилась коммуна; в 1920—1924 годах в имении находилась педагогическая школа; с 1928 года организован детский дом (до 1959 года). Бесценный архив Н. П. Игнатьева — несколько огромных кованых сундуков — по распоряжению председателя Совнаркома Украины, болгарина Христиана Раковского, чтившего память графа Игнатьева, в Круподеринцы приехала специальная комиссия, которая погрузила всё в вагон и отправила в Москву. В московском архиве сейчас хранится около семи тысяч страниц документов..

## Имение "Круподерницы"
Игнатьева Екатерина Николаевна (1868/1869-17.11.1914), графиня, сестра милосердия. Умерла в Варшаве. Похоронена в имении "Круподерницы" 22.11.1914 года. (Источник: Горбачев А.Н. Список некрологов за 1900-1929 годы. М., Infogans, 2014)